# Brabantisch

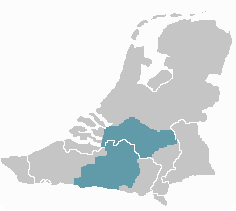
Das Verbreitungsgebiet des Brabantischen im niederländischen Sprachraum

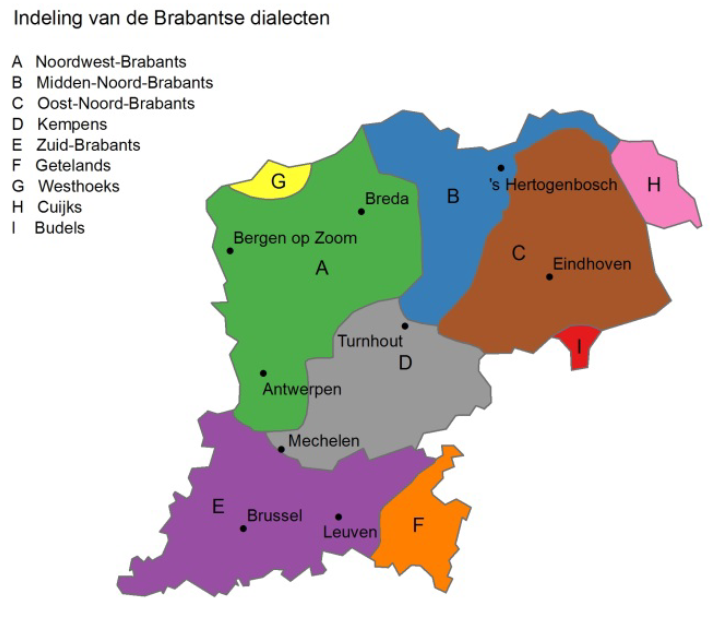
Die brabantischen Dialekte in den Niederlanden und Belgien

Brabantisch (brabantisch Braobants, niederländisch Brabants) ist ein niederfränkischer Dialekt innerhalb des Niederländischen. Die moderne niederländische Standardsprache basiert teilweise auf brabantischen Dialekten.

## Brabantischer Dialektraum
Brabantisch wird in der niederländischen Provinz Noord-Brabant, in den belgischen Provinzen Antwerpen und Flämisch-Brabant sowie in den limburgisch-brabantischen Grenzgebieten der Provinz Limburg gesprochen. Die Dialekte von Venlo und Venray werden heute aus politischen Gründen dem Limburgischen zugerechnet, obwohl sie aus sprachhistorischer Sicht dem Brabantischen angehören.
Im Nordwesten der niederländischen Provinz Noord-Brabant wird hauptsächlich in und um  Willemstad ein holländischer Dialekt gesprochen. Der im Nordosten der niederländischen Provinz um Cuijk gesprochene Dialekt wird dem Kleverländischen zugeordnet.

## Subdialekte
Wegen des relativ großen Sprachgebietes des Brabantischen kann es grob in drei Subdialekte aufgeteilt werden:
- West-Brabants (wörtl. Westbrabantisch), gesprochen im Gebiet westlich des Flusses Donge: im Westen von Noord-Brabant (das Gebiet um die Städte Breda, Roosendaal und Bergen op Zoom) und im Norden und Westen der Provinz Antwerpen in Belgien.
- Oost-Brabants (wörtl. Ostbrabantisch), gesprochen im Gebiet östlich des Flusses Donge: in der Mitte und im Osten von Noord-Brabant (das Gebiet um die Städte Tilburg, Eindhoven, ’s-Hertogenbosch und Helmond), dem Osten der Provinz Antwerpen und dem äußersten Westen der Provinz Limburg.
- Zuid-Brabants (wörtl. Südbrabantisch), gesprochen in der Provinz Flämisch-Brabant und dem Süden von Antwerpen.

## Dialektgebrauch in den Niederlanden und in Belgien
Ungefähr ein Drittel der Bevölkerung mit niederländischer Muttersprache lebt im brabantischen Dialektraum. In den größeren niederländischen Städten wie Breda und Eindhoven, wo viele Menschen holländische Dialekte sprechen, wurden brabantische Dialekte fallengelassen, wogegen in ländlichen Gegenden viele Menschen noch den örtlichen Dialekt sprechen. In Tilburg und ’s-Hertogenbosch hingegen spricht eine große Zahl der Bewohner den brabantischen Dialekt.  
In Belgien sind Dialekte noch eine allgemein gesprochene Sprache. In der Hauptstadt Brüssel ersetzte meist Französisch das Niederländische in der Mitte des 20. Jahrhunderts. Trotzdem gibt es viele kulturelle Aktivitäten, bei denen der Dialekt verwendet wird. Außerdem wird der Gebrauch des Niederländischen bei jungen niederländischsprachigen Familien, die aus den Vororten in das alte Stadtzentrum zurückziehen, wiederbelebt.